# Hogna helluo
Hogna helluo är en spindelart som först beskrevs av Charles Athanase Walckenaer 1837.  Hogna helluo ingår i släktet Hogna och familjen vargspindlar. Inga underarter finns listade i Catalogue of Life.